# Spoegrivier
Spoegrivier is een dorpje gelegen in de gemeente Kamiesberg in de regio Namakwaland in de Zuid-Afrikaanse provincie Noord-Kaap. Het ligt ongeveer 13 km west-noord-west van Karkams en 46 oostelijk van Hondeklipbaai.
De naam van het plaatsje is afgeleid van de regelmatig droogvallende rivier die ten noorden van het dorp ontspringt, zuidwaarts stroomt en dan westwaarts draait om vervolgens 20 km zuidoostelijk van de Hondeklipbaai in de Atlantische Oceaan uit te monden.